# Henrik Wellejus Jacobæus
Henrik Wellejus Jacobæus (født 15. februar 1807 i Rudkøbing, død 26. december 1885 i København) var en dansk proprietær, farmaceut, ingeniør og politiker.
Jacobæus var søn af apoteker i Rudkøbing Anthon Jacobæus (1779-1865) og Cathrina Elisabeth Faith (1782-1808). Faderen blev gift for anden gang med Regine Magdalene, født Jacobæus (1781-1841). H.W. Jacobæus' søster ægtede A.C. Andersen og hans bror, Anton Holger Jacobæus (1810-1883), var proprietær (egl. godsejer) til Fårevejle på Langeland.
Jacobæus blev både cand. pharm. 1826, student 1829 og cand. polyt. 1832 og skrev et par skrifter om fysik: Om Bevægelser af Magnetnaalen, fremkaldte ved Sollysets pludselige Indvirkning, med nye paa disse Undersøgelser grundede Theorier (1859, fransk udg. 1856) og Om Luftforandringers og Daglysets Indflydelse paa Magnetnaalens Bevægelser (1871). Indtil 1839 var han medhjælper på apoteket i Randers og siden i Rudkøbing. Han blev forpagter af Lille Egede øst for Korsør, men blev senere proprietær til Borupgård i Svostrup Sogn ved Silkeborg, som han drev indtil 1873 og solgte i 1880. Fra 1873 boede han i København.
Han blev i 1848 valgt til Den Grundlovgivende Rigsforsamling, hvor han blev regnet for højremand. Han stillede op i Sønder Vingekredsen sammen med fire andre, bl.a. lensgreve C.E. Frijs, og fik flere stemmer end alle sine modkandidater tilsammen. 1853 stillede han op til Folketinget i Viborg Amts 3. valgkreds, men blev ikke valgt. Derimod lykkedes det ham at komme i Landstinget for 9. kreds ved et suppleringsvalg 29. juni 1858. Han blev genvalgt 1863, men nedlagde sit mandat 23. juni 1866. 1859-63 var han en af tingets sekretærer.
Han var gift med Maren Kirstine Jacobæus, født Andersen (1804-1882). Et af deres børn, officersaspirant Anton Sigurd Jacobæus, født 22. februar 1843 på Lille Egede, Boeslunde Sogn, faldt under 2. Slesvigske Krig på Als 29. juni 1864. Han blev begravet på Ulkebøl Kirkegård 2. juli og en mindetavle findes i Svostrup Kirke.